# Буди-Ґжибек
Буди-Ґжибек (пол. Budy-Grzybek) — село в Польщі, у гміні Якторув Ґродзиського повіту Мазовецького воєводства. Населення — 1043 особи (2011).
У 1975-1998 роках село належало до Скерневицького воєводства.

## Демографія
Демографічна структура станом на 31 березня 2011 року:
|          | Загалом | Допрацездатний вік | Працездатний вік | Постпрацездатний вік |
| -------- | ------- | ------------------ | ---------------- | -------------------- |
| Чоловіки | 527     | 118                | 362              | 47                   |
| Жінки    | 516     | 107                | 314              | 95                   |
| Разом    | 1043    | 225                | 676              | 142                  |